# Ralph Spight
Ralph Spight is een Amerikaanse gitarist die voornamelijk bekend werd door het oprichten van Victims Family in 1984. Sinds 2013 is hij gitarist van Jello Biafra and the Guantanamo School of Medicine. 

## Biografie
Spight begon met pianospelen op zijn twaalfde, als therapie nadat hij door een plaat glas was gevallen. Zijn broer had een gitaar, waar hij op ging oefenen. Nadat hij verhuisd was naar Sonoma County, speelde hij in de jazzband van de high school, waar hij ook muziektheorie leerde. Zijn interesse voor punkmuziek samen met zijn kennis van improvisatie, maakte dat hij in 1984 Victims Family oprichtte, waarmee hij toerde door Noord-Amerika en Europa.
Spight geeft ook nog (bas)gitaarles aan 20-30 leerlingen per week, en is taxichauffeur in San Francisco in het weekend.

## Bands
- Victims Family - 1984-heden
- Hell worms
- Saturns Flea Collar
- The Freak Accident
- The Time Traveling Assasins
- Jello Biafra and the Guantanamo School of Medicine (2008-heden)